# Stazione di Rossano
Stazione di Rossano vasútállomás Olaszországban, Rossano településen.

## Vasútvonalak
Az állomást az alábbi vasútvonalak érintik:
- Jonica-vasútvonal

## Kapcsolódó állomások
A vasútállomáshoz az alábbi állomások vannak a legközelebb:
- Stazione di Toscano
- Stazione di Corigliano Calabro